# Бетиньш, Теодор
Теодор Бетиньш (латыш. Teodors Bētiņš; 14 марта 1859 года, Яунберзская волость — 10 марта 1936 года) — селекционер.
Теодор Бетиньш родился в «Bētiņi» Яунберзской волость в многодетной семье. Учился в Елгавской школе. Работал чиновником в Рижском правление, после в страховом обществе «Якорь». Фермерским делом начал заниматься в 1891 году. В своем саду выращивал большое количество до того малоизвестных сортов яблонь и груш, пригодных для латвийского климата.
В 1910 году на Рижской выставке садоводства получил золотую медаль. Награждён Орденом Трех звезд 4 степени.
Публикации:
- «Augļu sugas un to izvēle». — Ķeizariskās Krievijas Dārzkopības biedrības Rīgas nodaļas gada grāmatas 15. Burtnīca, 1914.
- «Augļu koku ražība un ražas novērtēšana». — Rīgas Dārzkopju biedrības gada grāmata, 1923.